# Чечевиця високогірна
Чечевиця високогірна (Carpodacus rubicilloides) — вид горобцеподібних птахів родини в'юркових (Fringillidae). Мешкає в Гімалаях і горах Китаю.

## Опис

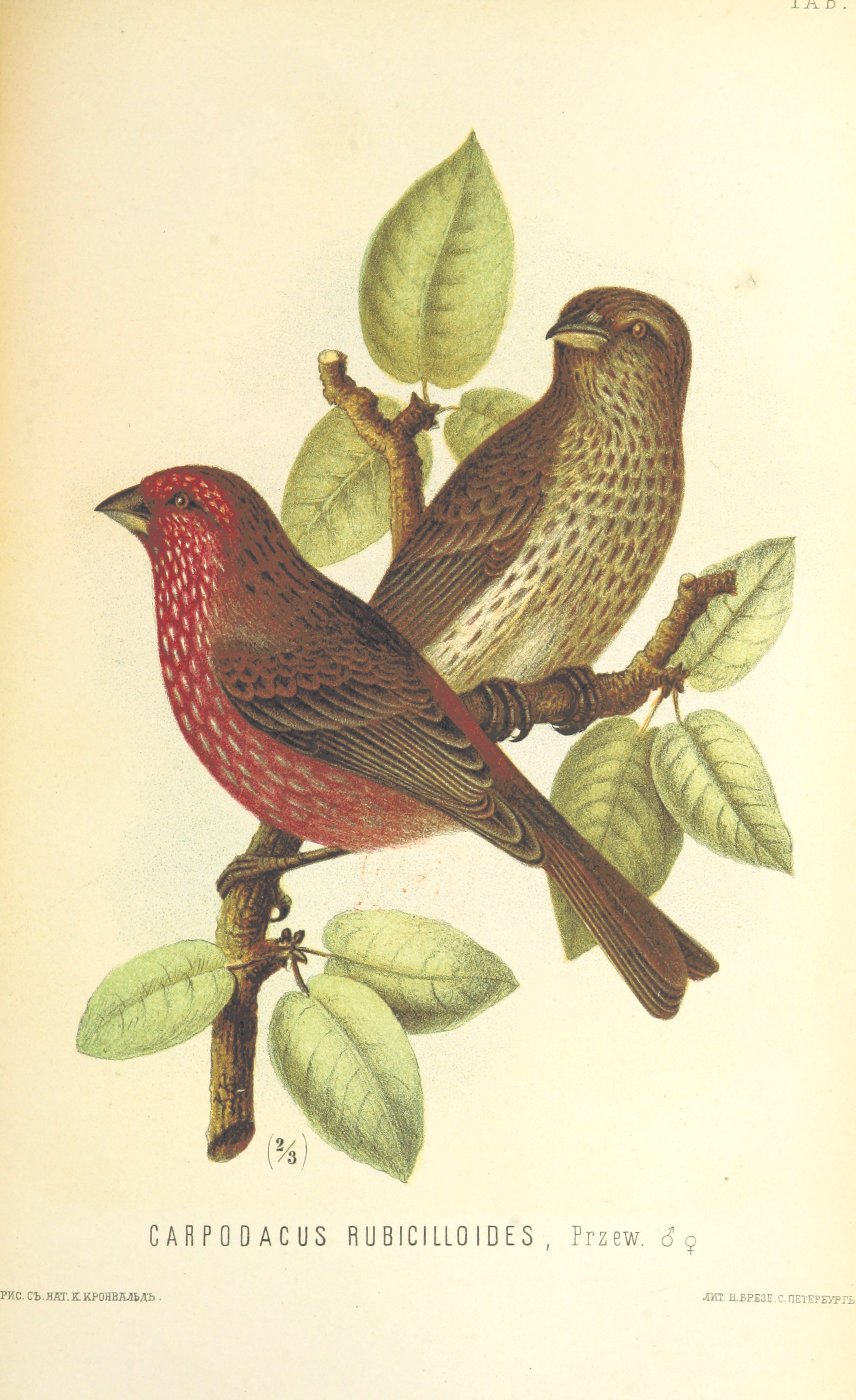
Пара високогірних чечевиць

Довжина птаха становить 19-20 см, вага 38–43,8 г. Довжина крила у самців становить 102-108 мм, у самиць 97-107 мм, довжина хвоста 84-92 мм. Виду притаманний яскраво виражений статевий диморфізм. 
У самців передня частина голови і горло темно-червоні, нижня частина тіла дещо світліша, гузка блідо-рожева. Обличчя, горло і нижня частина тіла поцятковані світлими плямками, на животі вони більші. Тім'я, потилиця і шия з боків коричневі або сірувато-коричневі з червонуватим відтінком, поцятковані темними смугами. Спина сірувато-коричнева, поцяткована темними смугами. Нижня частина спини і надхвістя темно-рожеві, пера на надхвістя мають темну центральну частину. Хвіст роздвоєний, чорнувато-коричневий зі світлішими, охристими краями. Покривні пера крил сірувато-коричневі з блідо-рожевими краями, першорнядні покривні пера крил на кінці оранжеві або червоні. Махові пера темно-коричневі з охристими краями і світлими кінчиками.
У самиць черевоний колір в оперенні відсутній, вони мають переважно сірувато-коричневе забарвлення, нижня частина тіла у них світліша. Голова і спина поцятковані темними смугами, обличчя блідіше, щоки і скроні більш темні. Нижня частина тіла поцяткована темними смужками. Горло і крила чорнувато-бурі, покривні пера крил мають охристі края. Забарвлення молодих птахів є подібним до забарвлення самиць. Очі темно-карі, лапи і дзьоб чорні.

## Підвиди
Виділяють два підвиди:
- C. r. rubicilloides Przewalski, 1876 — від південного сходу Тибетського нагір'я і Цинхая до західного Сичуаня і Ганьсу. Зимують на півдні Сичуаня і на півночі Юньнаня;
- C. r. lucifer Meinertzhagen, R & Meinertzhagen, A, 1926 — південно-східний Кашмір, Ладакх, південний і південно-західний Тибет, Хімачал-Прадеш, північ Непалу, Сіккіму, Бутану і Аруначал-Прадешу.

## Поширення і екологія
Високогірні чечевиці мешкають в Китаї, Індії, Непалі і Бутані. Вони живуть на гірських кам'янистих плато та на гірських схилах, місцями порослих чагарниками, на висоті від 3700 до 4800 м над рівнем моря. Взимку мігрують в долини. Живляться насінням глоду і карагани (Caragana). Сезон розмноження триває з кінця червня по серпень.